# Francesco Borosini
Francesco Borosini (Modena, 1680 circa – Vienna, 1731) è stato un tenore italiano, noto soprattutto per aver interpretato alcune delle opere più importanti di Georg Friedrich Händel, in particolare Tamerlano.

## Biografia
Borosini nacque a Modena, secondo Fétis attorno al 1695 e secondo altri attorno al 1680. Appare peraltro verisimile anche la data riportata da Flower nel suo testo su Händel, dove, nel riferire del periodo trascorso da Francesco a Londra, si sostiene che il cantante era coetaneo del compositore e quindi dovrebbe essere nato nel 1685. Suo padre Antonio era tenore e fu impiegato presso la corte di Vienna dal 1692 al 1711. Il giovane Francesco, conobbe dunque bene la capitale austriaca, anche se il padre fu impegnato nei teatri del nord Italia, negli anni intorno al 1700. Francesco ricevette una perfetta educazione musicale in famiglia e fece il suo debutto a Venezia nel 1708 ne Il Vincitor generoso di Antonio Lotti.
All'inizio della carriera Borosini cantò in alcune città italiane, ma si fece rapidamente un nome e molto presto, nel 1712, come riferisce Köchel, il tenore fu ingaggiato dalla corte di Vienna presso la cappella musicale, dove il Borosini contribuì a mettere in scena ed eseguire opere e oratori di Johann Joseph Fux, Antonio Caldara e Conti. «Le sue prestazioni stavano diventando sempre più importanti, in virtù di una voce fenomenale come estensione e flessibilità e di capacità drammatiche di primo ordine.»
Nel giugno del 1720 cantò nell'opera Nino di Giovanni Maria Capelli, Francesco Gasparini e Antonio Maria Bononcini, al Teatro Rangoni di Modena. Nel 1723 si trasferì a Praga, dove si esibì nell'opera Costanza e fortezza di Fux, che era stata composta appositamente in occasione dell'incoronazione dell'imperatore Carlo VI d'Asburgo.
È di questo periodo il suo matrimonio con Rosa d'Ambreville, una cantante modenese, anch'ella ingaggiata dalla corte di Vienna nel 1721. Rosa era di origini francesi ed era un contralto molto famoso. Nel 1714, secondo Fétis, cantò presso il Tribunale Palatino, e fu impegnata nel 1723 per il Grand Opera a Praga, con il marito. La data esatta del matrimonio non è nota, ma che vennero insieme nel 1724 in Inghilterra è certo, perché il nome di lei si trova nel cast delle stesse opere in cui anche lui si esibiva. In Dario e Elpidia è chiamata signora Sorosini, ma si tratta di un semplice errore di stampa.

## Londra ed Händel
Da fonte sicura si sa, come già accennato, che a ottobre del 1724 egli arrivò a Londra, per interpretare la parte di Bajazet nel Tamerlano di Händel, ruolo da lui già conosciuto, in quanto lo aveva rappresentato nel 1719 a Reggio Emilia, nella versione di Francesco Gasparini del Tamerlano. Questo ruolo importante fu affidato da Händel specificatamente a Borosini, in virtù del fatto che il personaggio del tiranno Bajazet richiedeva una tessitura baritonale di cui era appunto provvisto il tenore e che Händel desiderava per l'appunto con questo timbro.
Charles Burney, musicologo del XVIII secolo, nonché altri biografi di Händel, ci riferiscono che il tenore veneziano partecipò ad alcune esecuzioni di opere presso il King's Theatre, all'Haymarket, più precisamente: Artaserse, di anonimo (1º dicembre 1724), una ripresa del Giulio Cesare (2 febbraio 1725) e Rodelinda di Händel (13 febbraio 1725), Dario di Attilio Ariosti (1725), ed Elpidia (un pasticcio prodotto da Händel con musiche di Leonardo Vinci e altri autori, 1725).
In seguito Borosini e la moglie lasciarono Londra per tornare insieme a Vienna, dove egli rimase, con una pensione annua di 1080 fiorini, fino alla morte, avvenuta probabilmente in quello stesso anno, come ci suggerisce il Van der Mer.